# Castelo de Valongo
O Castelo de Valongo, também referido como Castelo Real de Montoito, no Alentejo, localiza-se na freguesia de Nossa Senhora de Machede, no município e distrito de Évora, em Portugal.
Ergue-se posição dominante sobre uma elevação na Herdade da Grã, próximo ao ribeiro da vila.
O Castelo de Valongo está classificado como Monumento Nacional desde 1910.

## História

### Antecedentes
A primitiva ocupação humana do seu sítio remonta à época Romana, posteriormente sucedidos por Visigodos e Muçulmanos. Foram estes últimos os responsáveis pela fortificação do local, conforme o atestam algumas inscrições islâmicas em seu interior.

### O castelo medieval
À época da Reconquista cristã da Península Ibérica, a sua estrutura foi reconstruída em fins do século XIV ou mesmo início do XV.

### Do século XX aos nossos dias
Classificado como Monumento Nacional por Decreto publicado em 23 de Junho de 1910, encontra-se atualmente em ruínas.

## Características
O castelo apresenta planta quadrada, reforçada nos vértices por quatro torres também quadrangulares. O topo das muralhas é percorrido por adarve defendido por ameias, estas também de secção quadrangular.
A Torre de Menagem é dividida internamente em três pavimentos, assentes sobre abóbadas em cruzaria de ogiva, em tijolos. Pelo lado Oeste, ergue-se uma outra torre, de menores dimensões adossada à muralha, onde se rasga uma entrada lateral. As seteiras, de tipologia típicamente medieval, atestam uma fase reconstrutiva do monumento que remete para os séculos XIV e XV.